# Riccardo Illy
Riccardo Illy (Trieste, 24 settembre 1955) è un imprenditore e politico italiano.
È stato sindaco di Trieste dal 5 dicembre 1993 al 24 giugno 2001, deputato alla Camera dal 2001 al 2003 e presidente della Regione Autonoma Friuli-Venezia Giulia dal 14 giugno 2003 al 19 aprile 2008.

## Biografia
Nasce il 24 settembre 1955 a Trieste, in una famiglia valdese di origine ungherese; suo nonno Francesco aveva fondato nel 1933 la Illycaffè, importante azienda nel settore del caffè, oggi presente in oltre centoquaranta paesi. Dopo il diploma ha incominciato a lavorare nell'impresa di famiglia (dal 1977). In questa società modernizzò il merchandising, creò nel 1983 il settore marketing, fino ad allora inesistente, e riorganizzò la struttura commerciale, divenendo direttore commerciale. Dal 1992 al 1995 è stato amministratore delegato di Illycaffè e nel 1995 ne diventa vicepresidente, mentre la presidenza dell'azienda dal 2005 è affidata a suo fratello Andrea, succeduto al padre Ernesto.
È stato vicepresidente dell'Associazione degli Industriali di Trieste.
Giovanissimo ha sposato Rossana Bettini, giornalista enogastronoma, da cui ha avuto una figlia, Daria.
Nel 1989 ha esposto le sue idee economiche nel libro Dal caffè all'Espresso, edito da Arnoldo Mondadori Editore e tradotto in inglese, francese e tedesco, divenendo in seguito (a metà degli anni novanta) anche giornalista pubblicista. Ha inoltre pubblicato Polietica con Paolo Maurensig (Marsilio, 2003), La rana Cinese con Paolo Fragiacomo (Mondadori, 2006) e Così perdiamo il Nord (Mondadori, 2008).
Ha fatto parte del consiglio di amministrazione di Hera, società multiservizi con sede a Bologna.
È stato presidente del Comitato Promotore della Direttrice Ferroviaria Europea Transpadana. Ha ricevuto i titoli di Commendatore e Grande Ufficiale dal presidente della Repubblica italiana, la "Gran Decorazione d'Onore in Oro" dal Presidente della Repubblica austriaca, ed il premio Die Quadriga a Berlino.
Gli è stata conferita una laurea honoris causa in Scienze Politiche presso l'Università di Trieste presentando la lectio doctoralis sul tema dell'allargamento ad Est dell'Unione europea.

## Attività politica

### Sindaco di Trieste
In occasione delle elezioni amministrative del 1993 viene eletto sindaco di Trieste, sostenuto da una coalizione di centro-sinistra, con lo slogan "Il Sindaco espresso dai cittadini". Primo sindaco triestino eletto direttamente dalla popolazione, si ricandida alle elezioni del 1997 ed ottiene un secondo mandato, conclusosi nel 2001. Viene quindi eletto alla Camera dei deputati in rappresentanza dell'Ulivo; ha aderito al gruppo misto in qualità di membro indipendente, ha fatto parte della IX Commissione parlamentare (Trasporti, Poste e Telecomunicazioni) ed è stato segretario della Commissione parlamentare consultiva in ordine dell'attuazione della riforma amministrativa.

### Presidente del Friuli-Venezia Giulia
Pur avendo aderito al progetto politico di Romano Prodi, non ha mai voluto iscriversi a nessun partito, pertanto si è sempre presentato elettoralmente come un "indipendente di centro-sinistra". Dopo aver contribuito a cambiare la legge elettorale del Friuli-Venezia Giulia e dopo aver promosso la nascita della lista civica Cittadini per il Presidente, è stato eletto Presidente della Regione il 9 giugno 2003 con il 53,1% dei voti alla guida di Intesa Democratica, una coalizione comprendente partiti e movimenti dell'Ulivo.
A dicembre 2004 è stato eletto presidente dell'Assemblea delle Regioni d'Europa (ARE), alla quale aderiscono 250 Regioni di 33 Nazioni europee. Nel 2006 è stato rieletto all'unanimità per il secondo mandato, da cui è decaduto con la sconfitta elettorale del 2008.
Si dimette dalla carica di Presidente della Regione il 7 febbraio 2008 per consentire di votare lo stesso giorno per le elezioni politiche e le amministrative, e successivamente si ricandida. Nelle elezioni regionali del 2008 raccoglie il 46,18% dei voti e viene sconfitto dallo sfidante del centrodestra Renzo Tondo, già presidente regionale dal 2001 al 2003. Dopo la sconfitta non rilascia alcuna dichiarazione e di fatto abbandona la scena politica.

### Candidatura al Senato
Nel gennaio 2018 Illy ritorna in politica, candidandosi alle elezioni politiche di quell'anno come indipendente per la coalizione di centro-sinistra al Senato della Repubblica nel collegio uninominale Friuli-Venezia Giulia 1 (Trieste), che copre le province di Trieste e Gorizia e gran parte della Slavia Friulana in provincia di Udine. Ottiene il 26,48% dei voti ed è superato da Laura Stabile della coalizione di centrodestra.

## Controversie
È stato coinvolto in un procedimento da parte della Corte dei Conti per le cosiddette "beautiful exit" dei dirigenti regionali; dopo essere stato condannato in primo grado al pagamento di 504.000 euro è stato poi assolto in appello.

## Opere
- La rana cinese. Come l'Italia può tornare a crescere, Mondadori, collana strade blu, 2006. ISBN 88-04-56249-8
- Così perdiamo il nord. Come la politica sta tradendo una parte del nostro paese, Mondadori, collana strade blu, 2008. ISBN 978-88-04-57764-5
- The Art of Excellent Products. Enchanting Customers with Premium Brand Experiences, HarperCollins Leadership, 2022. ISBN  9781400225101
- L'arte dei prodotti eccellenti. Incantare i clienti con l'esperienza di un marchio di qualità aumentata, La Nave di Teseo, 2022. ISBN 978-8893951456